# Daisuke
Daisuke (jap. だいすけ, ダイスケ) – popularne męskie imię japońskie.

## Możliwa pisownia
Daisuke można zapisać używając wielu różnych znaków kanji i może znaczyć m.in.:
- 大輔, „duża pomoc”[1][2]
- 大介, „duży, pośredniczyć”
- 大祐, „duży, ochrona”
- 大助, „duży, wsparcie”
- 大典, „duży, ceremonia”

## Znane osoby
- Daisuke Andou (大助), japoński muzyk rockowy, gitarzysta japońskiego zespołu Dir En Grey
- Daisuke Enomoto (大輔), japoński przedsiębiorca i były dyrektor Livedoor
- Daisuke Hirakawa (大輔), japoński seiyū
- Daisuke Ichikawa (大祐), japoński piłkarz
- Daisuke Matsui (大輔), japoński piłkarz
- Daisuke Murakami (大輔), japoński snowboardzista
- Daisuke Naitō (大助), japoński bokser
- Daisuke Namikawa (大輔), japoński seiyū
- Daisuke Nishio (大介), japoński animator
- Daisuke Oku (大介), piłkarz japoński
- Daisuke Ono (大輔), japoński seiyū
- Daisuke Oshida (大佑), wokalista japońskiego zespołu Kagerou
- Daisuke Sakata (大輔), japoński piłkarz
- Daisuke Takahashi (大輔), japoński łyżwiarz figurowy
- Daisuke Tsuda (ダイスケ), wokalista japońskiego zespołu Maximum the Hormone
- Daisuke Yamanouchi, japoński producent filmowy, reżyser i scenarzysta

## Fikcyjne postacie
- Daisuke Endō (David Evans) (大介), bohater sportowej gry wideo, mangi i anime Inazuma 11
- Daisuke Kiryū (大介), bohater mangi i anime Getsumen To Heiki Mina
- Daisuke Niwa (大助), postać z anime D.N.Angel
- Daisuke Matsuo (大祐), bohater mangi i anime B Gata H Kei
- Daisuke Motomiya (大輔), główny bohater serii anime Digimon Adventure 02